# ابوالقاسم لیقوانی
ابوالقاسم لیقوانی از سیاستمداران ایرانی بود، که در دوره‌  پانزدهم بعنوان نماینده تبریز  در مجلس شورای ملی حضور داشت.